# Коби (олимпийский талисман)
Коби — официальный талисман Летних олимпийских игр 1992 в Барселоне, созданный художником-комиксистом и дизайнером Хавьером Марискалем.
Представляет собой антропоморфную собаку на основе каталонской овчарки (идея использовать эту породу была предложена oрганизационным комитетом), изображённую в манере, напоминающей наивные рисунки Пикассо. Однако некоторые исследователи считают данное сходство поверхностным, видя истоки работы Марискаля в «контркультурной» и антиклассической традиции андеграундных комиксов.
По словам самого Марискаля, его идея заключалась «в том, чтобы создать талисман с эмоциями, который мог бы представлять все олимпийские виды спорта, но в то же время иметь чувства».
Имя талисмана происходит от аббревиатуры названия Барселонского oлимпийского oрганизационного комитета (Comitè Organitzador Olímpic Barcelona, COOB).
Был официально представлен 15 марта 1988 года и вызвал достаточно негативную реакцию каталонцев. По опросу, проведённому среди жителей Барселоны в течение недели после представления, крайне положительно к талисману отнеслись только 7 % респондентов, а крайне отрицательно — 39 %. С течением времени отношение местных жителей начало улучшаться: согласно опросу лета 1991 года талисман очень нравился 15 % каталонцев, а совсем не нравился — 22 %. При этом работа Марискаля получила поддержку профессионального сообщества.
Поскольку талисман Марискаля и логотип Олимпиады, созданный Хосепом Марией Триасом, соответствовали различным дизайнерским концепциям, последнему была поручена доработка талисмана (в частности, создание объёмной фигуры). При этом различные варианты талисмана впоследствии разрабатывались и студией Марискаля.
Для популяризации талисмана в 1992 году по испанскому телевидению транслировался мультсериал Труппа Коби, создателем которого был Марискаль.
Кроме того, талисман активно использовался в рекламе продукции спонсоров Олимпийских игр, таких как Coca-Cola, Brother и Danone. На основе Коби также был создан широкий ассортимент сувениров Cobiana. В результате, несмотря на первоначальное неприятие, талисман оказался коммерчески успешным, принеся вдвое больше прибыли, чем талисманы Лос-Анджелеса и Сеула.